# Joseph L. Popp Jr.
Joseph L. Popp (* 10. September 1950 in Ohio; † 27. Juni 2006) war ein US-amerikanischer Biologe und Autor.
Bekannt wurde er 1990 für den ersten bekannten Erpressungsfall mit Hilfe von Ransomware. Er versendete dazu das Trojanische Pferd AIDS auf Disketten als Briefsendung.
Später gründete er mit seiner Tochter das Schmetterlingshaus Joseph L. Popp, Jr. Butterfly Conservatory in Oneonta.

## Leben
Joseph L. Popp war promovierter Evolutionsbiologe und hatte unter anderem an der Harvard University studiert. Seine berufliche Laufbahn hatte er mit dem Studium von Mantelpavianen in Ostafrika begonnen, später arbeitete er auch einige Zeit in der AIDS-Prävention in Afrika.
Er veröffentlichte im Jahr 2000 das Buch Popular Evolution, in dem er die Theorie aufstellte, dass der Sinn und Zweck der Menschheit darin bestehe, „ihren Fortpflanzungserfolg zu maximieren“. Er plädierte in seinem Werk für weniger berufstätige Frauen, weniger Einkommen, weniger Bildung, eine Senkung des Heiratsalters und ein Leben auf dem Land. Zudem war er für das Unterlassen von sexueller Aufklärung, um die Geburtenrate bei Teenagern zu erhöhen.
Popp starb 2006 bei einem Verkehrsunfall und ist auf dem Lake View Cemetery Cleveland, Cuyahoga County, Ohio, begraben.

## Der AIDS-Trojaner

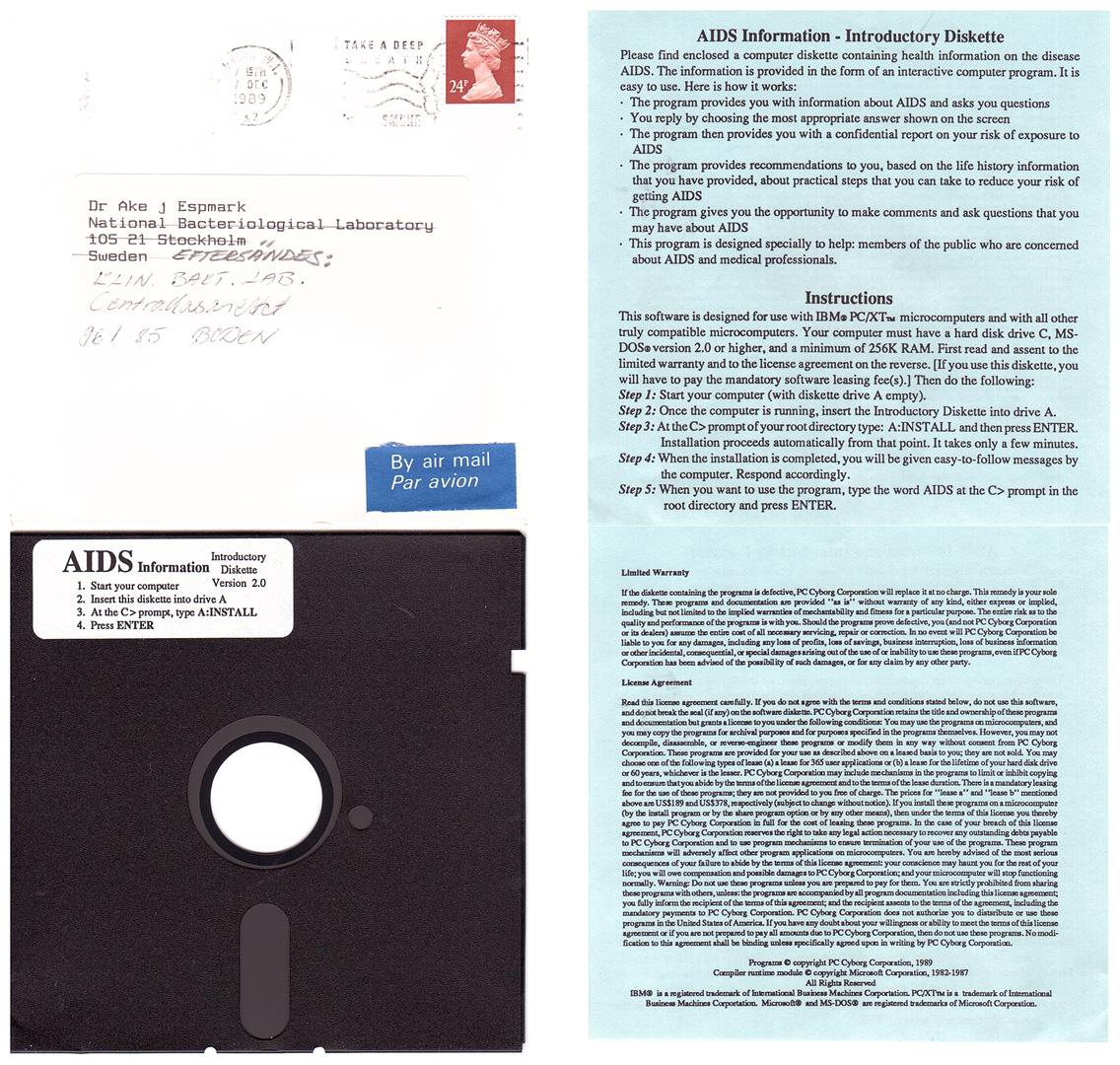
Einer der AIDS-Information-Briefe von Joseph Popp

Im Jahr 1990 wurde Joseph Popp durch einen Erpressungsfall mithilfe des Trojanischen Pferdes AIDS bekannt. Ob er die Ransomware selbst programmiert hat, ist nicht bekannt. In zahlreichen Medienartikeln wird Popp als Autor der Software bezeichnet, er selbst hatte aber nie Angaben dazu gemacht. Der Trojaner kann also auch von einem unbekannten Mittäter stammen. Der Programmierer war vermutlich kein Fachmann, denn die Datenbank und die Schadsoftware waren auf eher simple Art mit der einfachen Programmiersprache QuickBasic 3.0 umgesetzt.
Er verbreitete das Schadprogramm ab 1989 auf dem Postweg und verschickte etwa zwanzigtausend 5,25″-Disketten an Forschungseinrichtungen und Wissenschaftler außerhalb der USA, die sich mit der Krankheit AIDS und dem HI-Virus befassten. Die Datenträger wurden mit der Aufschrift „AIDS Information – Introductory Diskettes“ als eine interaktive Datenbank über das AIDS-Syndrom getarnt. Es lag auch ein Informationsblatt bei, wonach eine Lizenz zur Nutzung der Software erworben werden müsse. Wurde dessen ungeachtet die Installation durchgeführt, aktivierte sich einige Zeit später der Payload des Trojaners, das System fror ein und konnte auch nach einem Neustart nicht mehr genutzt werden. Die betroffenen Nutzer hatten keinen Zugriff mehr auf ihre Daten und wurden mittels einer Bildschirmmeldung aufgefordert, Geld an eine Postadresse in Panama zu schicken. Dafür würde man dann eine weitere Diskette mit einem Programm, das die Daten wieder freigab, erhalten.
Es war der erste bekannte Fall von Erpressung mittels Ransomware. Die Verbreitung eines Trojaners auf dem Postweg in dieser Größenordnung blieb bis heute einzigartig. Aus etwa 90 verschiedenen Ländern wurden ungefähr 1000 Schadensfälle gemeldet. Ein Tool zur Wiederherstellung der gesperrten Systeme wurde kurze Zeit später veröffentlicht.

## Strafverfahren

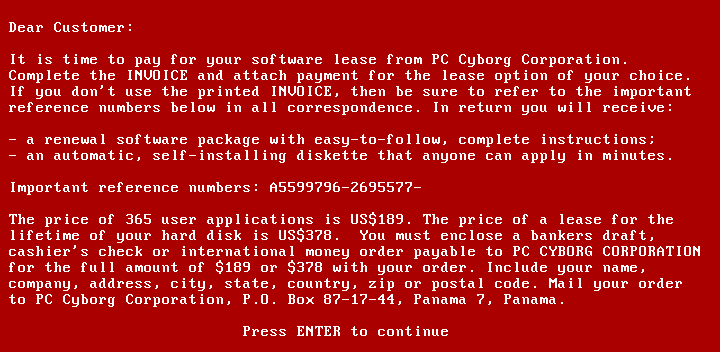
Bildschirmtext des Trojaners

Joseph Popp wurde im Januar 1990 verhaftet, nachdem er zuvor Sicherheitsbeamten am Flughafen Amsterdam Schiphol aufgefallen war. Angeblich hatte er den Plan, weitere zwei Millionen Disketten mit Ransomware zu verschicken. Er wurde anschließend nach Großbritannien ausgeliefert.
Popp bestritt die Verantwortung für den Erpressungstrojaner auf den Disketten. Er gab an, er habe niemals einen Penny mit seiner AIDS-Datenbank verdient und die Direktoren der PC Cyborg Corporation würden zudem alle für die Weltgesundheitsorganisation arbeiten. Ein WHO-Sprecher wies Popps Behauptungen in vollem Umfang zurück.
Aufgrund seiner labilen psychischen Verfassung wurde das Verfahren durch Richter Geoffrey Rivlin bereits am 8. November 1991 eingestellt und Popp wieder aus der Haft entlassen.  Anschließend kehrte er in die USA zurück.
Ein italienisches Gericht verurteilte Popp in Abwesenheit zu zwei Jahren Haft. Da er nie ausgeliefert wurde, blieb dieser Schuldspruch für ihn ohne Folgen.